# Jodis tibetana
Jodis tibetana är en fjärilsart som beskrevs av Chu 1982. Jodis tibetana ingår i släktet Jodis och familjen mätare. Inga underarter finns listade i Catalogue of Life.